# Adolph Bolm

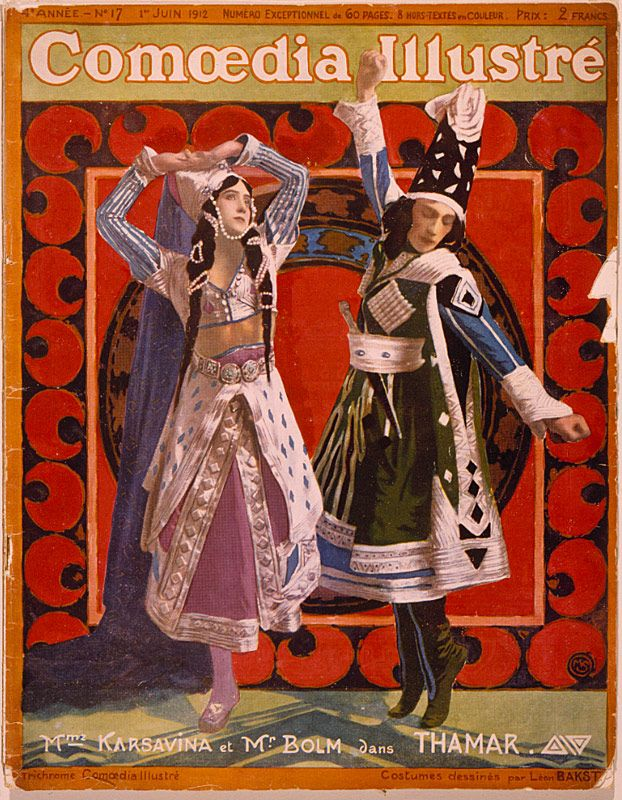
Karsavina e Bolm in "Thamar", 1912

Adolph Bolm, alla nascita Adolph Rudolphovitch Bolm, (San Pietroburgo, 25 settembre 1884 – Los Angeles, 16 aprile 1951), è stato un ballerino, coreografo e maestro di balletto statunitense, nato in Russia e di discendenza scandinava.

## Biografia
Si diplomò alla Scuola Imperiale Russa di Balletto di San Pietroburgo nel 1904 (l'insegnante era Platon Karsavin) e nello stesso anno divenne ballerino con il Balletto Mariinskij. Nel 1908 e nel 1909 diresse una tournée europea con Anna Pavlova.
Collaborò poi con i Ballets Russes di Diaghilev a Parigi, insieme a diversi altri ballerini del Mariinsky. Nel 1917, durante la seconda parte di un tour americano in due parti dei Ballets Russes (senza Diaghilev, ma con Nijinsky), Bolm fu ferito durante il balletto Thamar presso Salt Lake City. L'infortunio era grave e lui fu portato all'ospedale per un lungo periodo e lasciò la tournée per rimanere negli Stati Uniti. Nel 1917 diede anche lezioni alla giovane ballerina Ruth Page. Continuò organizzando un nuovo gruppo di danza che chiamò Ballet Intime a New York e coreografò per la Metropolitan Opera di New York, del quale facevano parte Michio Ito, Tulle Lindhal e Alice Coomaraswamy (Ratan Devi). Il 20 agosto 1917, Bolm esordì presso il Booth Theatre di New York alla prima della sua coreografia dal titolo Danse Macabre con musica di Camille Saint-Saens, al fianco di Ruth Page. Nel 1922 lo stesso Bolm produsse in un film per il suo libretto di danza sperimentale dal titolo Danse Macabre, diretto da Dudley Murphy e con la fotografia di Francis Brugiere.

Nel 1918, Otto Hermann Kahn, Presidente della Metropolitan Opera, commissiò a Bolm la rappresentazione di Le Coq d'Or di Michel Fokine, che vide come protagonista lo stesso Bolm nel personaggio dello zar Dodon e Rosina Galli nel ruolo della zarina di Šemacha.
Nel 1919 si trasferì a Chicago, che fungeva da base da cui insegnava in tutto il paese. Per esempio, dal 1921 al 1923 fu invitato da Nellie Cornish a dirigere il programma intensivo estivo di danza alla Cornish School (ora Cornish College of the Arts) di Seattle. Lì produsse opere originali, come The Gargoyles of Notre Dame nel 1922. Non meno di tre dei suoi studenti e ballerini dirigevano il programma della scuola tra gli anni '10 e '50: Mary Ann Wells, Caird Leslie e Lee Foley.
Il trasferimento a Chicago gli consentì di consolidare ulteriormente la sua collaborazione con il compositore John Alden Carpenter e con la Chicago Opera Company, per i quali creò la coreografia de La casa dell'Infanta di Oscar Wilde. Nel 1920 la collaborazione tra Bolm e Carpenter portò al nuovo spettacolo di danza jazz ispirato al personaggio dei fumetti Krazy Kat, che esordì nel 1922 presso la The Town Hall di New York City con scenografie disegnate dal creatore del fumetto, George Herriman. 
Nel 1928 realizzò la coreografia per l'Apollon Musagète di Igor' Stravinskij rappresentato a Washington in prima assoluta; la sua realizzazione non ottenne alcun riscontro e venne presto dimenticata, sostituita da quella di George Balanchine. Nel 1929 Bolm si trasferì in California. Nel 1933, in seguito all'apertura del War Memorial Opera House, la San Francisco Opera istituì il San Francisco Opera Ballet (SFOB) sotto la direzione di Bolm come maestro di balletto. Il 2 giugno 1933, ancora prima di produrre danze per opere, la SFOB inizia a presentare programmi indipendenti, tutti di danza.
Bolm continuò a lavorare in California e New York fino al 1947. Fu uno dei cinque coreografi coinvolti nella stagione di fondazione del 1940 per il New York's Ballet Theatre. La sua ultima apparizione sul palcoscenico fu nel 1943, come il Moro in Petruška all'Hollywood Bowl con il Ballet Theatre. La sua ultima coreografia fu per il San Francisco Ballet (il successore di SFOB): Mefisto nel 1947, dai Mefisto valzer di Franz Liszt (ripreso nel 1948).